# ミヒャエル・トイニッセン

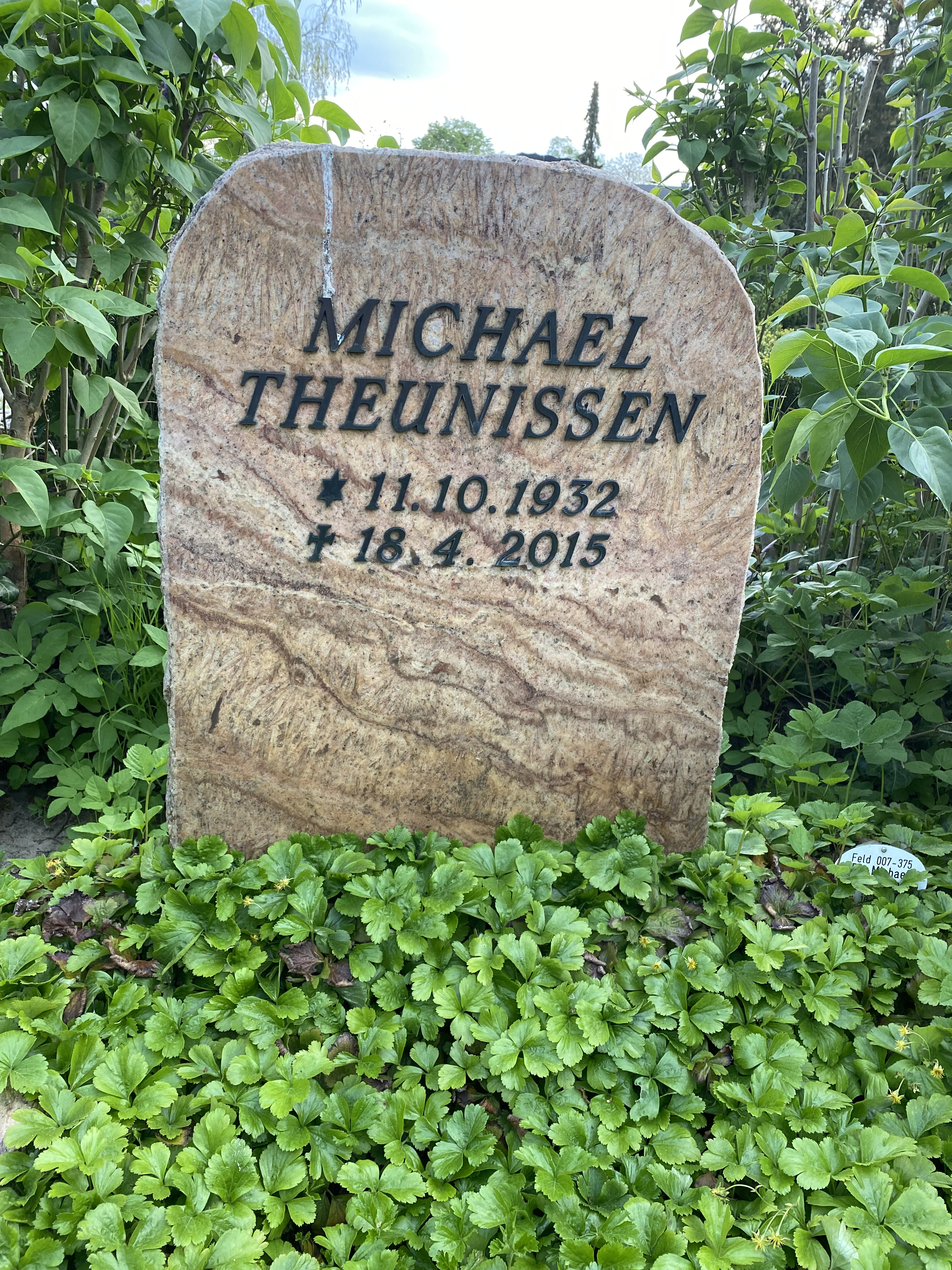
ミヒャエル・トイニッセンの墓

ミヒャエル・トイニッセン（Michael Theunissen, 1932年10月11日 - 2015年4月18日）は、ドイツの哲学者、現象学者。
神学・哲学の分野における論文で数々の栄誉や、2001年のレオポルト・ルカス賞 (Dr.-Leopold-Lucas-Preis)、2004年のカール・ヤスパース賞 (Karl-Jaspers-Preis) などの賞、その他いくつかの名誉博士号を受けている。

## 経歴
ベルリン出身。ボンとフライブルクで哲学とドイツ学を学んだ。1955年にマックス・ミューラーのもとでセーレン・キェルケゴールの「深刻さ」に関する博士論文を書き上げ、また現代の社会的存在論の研究によって、1964年にベルリンで教授資格を得た。1967年にベルン大学の哲学教授となり、1971年にはハイデルベルク大学の教授に任じられた。1980年からは、1998年に引退するまでベルリン自由大学で理論哲学の教授を務めた。主な研究領域はゲオルク・ヴィルヘルム・フリードリヒ・ヘーゲル及びキェルケゴール、近代社会哲学や現象学、時間の哲学に加えて、ピンダロスをはじめとする古代ギリシャの詩であった。
組織神学の研究者でゲッティンゲン大学の伝統的な神学を批判しているヨアヒム・リングレーベンは「トイニッセンは古代哲学及び近代哲学に関して膨大にして精確な論文をものしており、学会においても最も著名な近代哲学者の一人となっている」と述べている。また、リングレーベンはトイニッセンを指して「まれにみる大きなカリスマを備えた学者、教員」だとも言っている。
神学と宗教哲学の分野では、トイニッセンは自身の研究において、啓示、哲学的キリスト論、絶望および祈りに対して我-汝の関係に特別な意味を持たせている。

## 著作
- Der Begriff Ernst bei Søren Kierkegaard. Freiburg i. Br. / München: Verlag Karl Alber 1958 (Symposion 1) ISBN 3-495-44030-5
- Der Andere: Studien zur Sozialontologie der Gegenwart. Berlin: de Gruyter 1965 (2. Aufl.: ISBN 3-11-008657-3)
- Gesellschaft und Geschichte: Zur Kritik der kritischen Theorie. Berlin: de Gruyter 1969 (2. Aufl.: ISBN 3-11-008687-5)
- Sein und Schein: die kritische Funktion der Hegelschen Logik. Frankfurt am Main: Suhrkamp 1978 ISBN 3-518-07209-9
- Selbstverwirklichung und Allgemeinheit: zur Kritik des gegenwärtigen Bewusstseins. Berlin; New York: de Gruyter 1982 ISBN 3-11-008781-2
- Negative Theologie der Zeit. Frankfurt am Main: Suhrkamp 1991 (Suhrkamp-Taschenbuch Wissenschaft; 938) ISBN 3-518-28538-6
- Das Selbst auf dem Grund der Verzweiflung. Frankfurt am Main: Hain 1991 (Anton Hain; Nr. 14) ISBN 3-445-06014-2
- Der Begriff Verzweiflung: Korrekturen an Kierkegaard. Frankfurt am Main: Suhrkamp 1993 (Suhrkamp-Taschenbuch Wissenschaft; 1062) ISBN 3-518-28662-5
- Pindar: Menschenlos und Wende der Zeit. München: Beck 2000. ISBN 3-406-46169-7 (3. Aufl. 2008)
- Reichweite und Grenzen der Erinnerung, Tübingen: Mohr Siebeck, 2001.
- Schicksal in Antike und Moderne (Erweiterte Fassung eines Vortrags, gehalten in der Carl-Friedrich-von-Siemens-Stiftung am 17. Mai 2004). München: Carl-Friedrich-von-Siemens-Stiftung 2004.

### 主な日本語訳
- 『社会と歴史―批判理論の批判』　 小牧治、村上隆夫訳、未来社、1981年